# I. Pietro Candiano
I. Pietro Candiano (Velence, 842 – Velence, 887. szeptember 18.) volt Velence tizenhatodik dózséja. A zsarnoki uralmat és az örökletes hatalomért küzdő öreg II. Giovanni Participazio halála után a velenceiek choram populo, tehát közfelkiáltással választották meg az ifjú Pietrót Velence első emberének 887 áprilisában.

## Élete
Pietro igen energikus uralkodónak tűnt, amelyet ifjúsága és rendíthetetlensége is fűtött. Nagyon jól tudta, hogy a lagúnák lakói hamar el akarják felejteni Giovanni dinasztikus törekvéseit, ezért a kereskedelem érdekeinek védelmét tekintette legfontosabb feladatának. Az utóbbi évek hanyag dózséi alatt ismét felélénkült az Adrián garázdálkodó szláv kalózok hordája. Pietro első dolgának tartotta, hogy a Dalmácia partjait uralmuk alatt tartó horvát rablóhadakat megsemmisítse. A neretvai horvát kalózok ellen még megválasztásának évében flottát vezetett, azonban a hajóhad váratlanul csatába keveredett a horvátokkal, és az ütközetben maga Pietro is halálát lelte.
A tengeri összecsapást a velenceiek elveszítették, és Pietro helyett alig hat hónapon belül új dózsét kellett választaniuk. Ő volt az egyik legrövidebb uralkodási időt magának tudó dózse, és egyben az első velencei vezető, aki hazájáért esett el a harcban.